# Lasianthus laxinervis
Lasianthus laxinervis là một loài thực vật có hoa trong họ Thiến thảo. Loài này được (Verdc.) Jannerup mô tả khoa học đầu tiên năm 2006.